# Список двигунів BMW

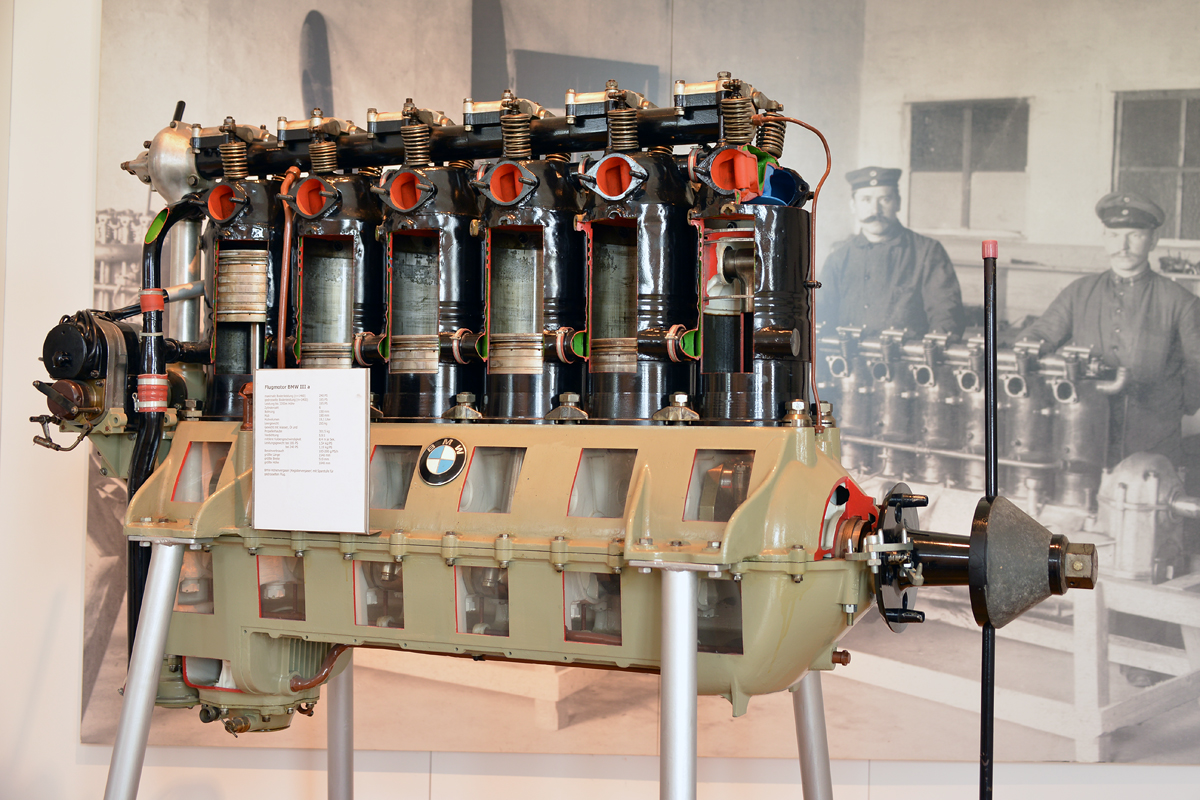
1917—1919 шестирядний авіаційний двигун BMW IIIa — перший двигун, вироблений BMW

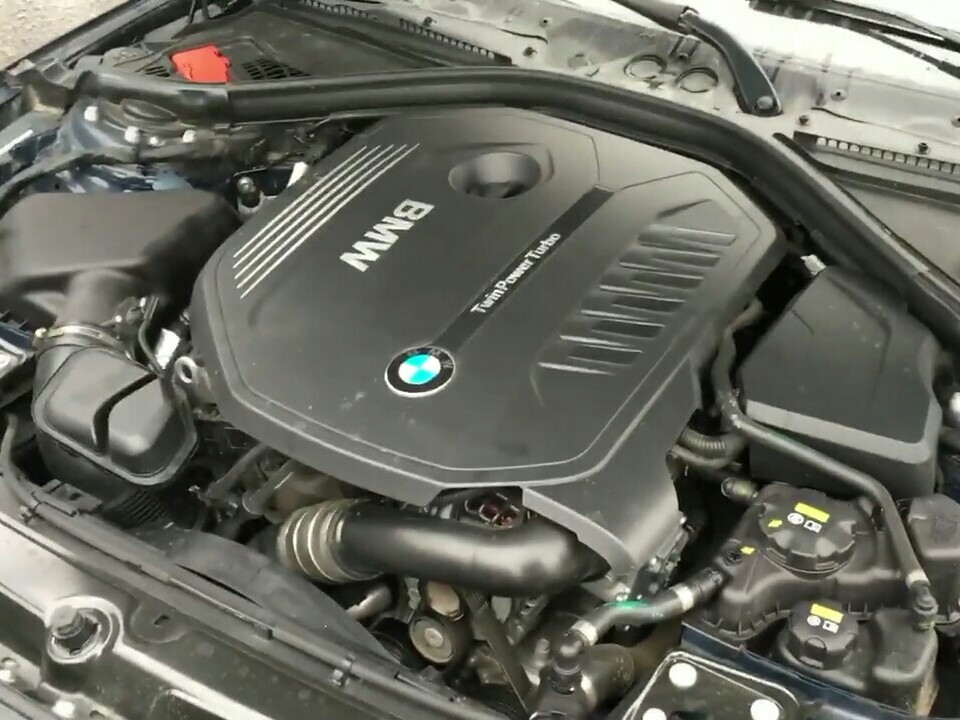
2015—теперішній час BMW B58 рядний шестициліндровий двигун

BMW виробляє двигуни для автомобілів, мотоциклів і літаків з 1917 року, коли компанія почала виробництво шестирядного авіаційного двигуна. Вони виробляють автомобільні двигуни з 1933 року.

## Автомобільні бензинові двигуни
BMW добре відома своєю історією рядних шестициліндрових двигунів, компонування яких воно продовжує використовувати донині, незважаючи на те, що більшість інших виробників переходять на компонування V6. Більш поширені рядні двигуни з чотирма циліндрами та V8 також виробляються BMW. Але інколи компанія виробляє рядні трициліндрові двигуни, V10 та V12.
Були виготовлені прототипи двигунів V16, але до виробництва вони не дійшли. Цими прототипами були BMW Goldfisch V16 6.7 1987 року літровий двигун та Rolls-Royce 100EX 9.0 2004 року літровий двигун. BMW також створила прототипи двигунів V6.
| Код двигуна | Конфігурація                                    | Роки         | Об'єм      | Паливна система                                           |
| ----------- | ----------------------------------------------- | ------------ | ---------- | --------------------------------------------------------- |
| B38         | Рядний чотирициліндровий двигун з турбонаддувом | 2013–дотепер | 1.2–1.5 L  | Пряме впорскування                                        |
| M10         | Рядний чотирициліндровий двигун N.A.            | 1960–1988    | 1.5–2.0 L  | Карбюратор / Механічне та електронне порскування пального |
| S14         | Рядний чотирициліндровий двигун N.A.            | 1986–1990    | 2.0–2.5 L  |                                                           |
| M40         | Рядний чотирициліндровий двигун N.A.            | 1987–1995    | 1.6–1.8 L  | Впорскування пального                                     |
| M42         | Рядний чотирициліндровий двигун N.A.            | 1989–1996    | 1.8 L      | Впорскування пального                                     |
| M43         | Рядний чотирициліндровий двигун N.A.            | 1991–2002    | 1.6–1.9 L  | Впорскування пального / CNG                               |
| M44         | Рядний чотирициліндровий двигун N.A.            | 1996–2001    | 1.9 L      |                                                           |
| N40         | Рядний чотирициліндровий двигун N.A.            | 2001–2004    | 1.6 L      |                                                           |
| N42         | Рядний чотирициліндровий двигун N.A.            | 2001–2004    | 1.8–2.0 L  |                                                           |
| N45         | Рядний чотирициліндровий двигун N.A.            | 2004–2011    | 1.6-2.0 L  |                                                           |
| N46         | Рядний чотирициліндровий двигун N.A.            | 2004–2007    | 1.8–2.0 L  | Ін'єкційний колектор                                      |
| N43         | Рядний чотирициліндровий двигун N.A.            | 2007–2011    | 1.6–2.0 L  | Пряме впорскування                                        |
| N13         | Рядний чотирициліндровий двигун з турбонаддувом | 2011–2015    | 1.6 L      | Пряме впорскування                                        |
| N20         | Рядний чотирициліндровий двигун з турбонаддувом | 2011–2017    | 1.6–2.0 L  | Пряме впорскування                                        |
| B48         | Рядний чотирициліндровий двигун з турбонаддувом | 2015–present | 2.0 L      | Пряме впорскування                                        |
| M78         | Рядний шестициліндровий двигун N.A.             | 1933–1950    | 1.2-1.9 L  |                                                           |
| M328        | Рядний шестициліндровий двигун N.A.             | 1936–1940    | 2.0-2.1 L  |                                                           |
| M335        | Рядний шестициліндровий двигун N.A.             | 1939–1941    | 3.5 L      |                                                           |
| M337        | Рядний шестициліндровий двигун N.A.             | 1952–1958    | 2.0-2.1 L  |                                                           |
| M30         | Рядний шестициліндровий двигун N.A.             | 1968–1994    | 2.5-3.5 L  | Карбюратор / Впорскування палива                          |
| M20         | Рядний шестициліндровий двигун N.A.             | 1977–1993    | 2.0-2.7 L  | Карбюратор / Впорскування палива                          |
| M88/S38     | Рядний шестициліндровий двигун N.A.             | 1978–1989    | 3.5-3.8 L  | Впорскування палива                                       |
| M102        | Рядний шестициліндровий двигун з турбонаддувом  | 1980–1982    | 3.2 L      | Впорскування палива                                       |
| M106        | Рядний шестициліндровий двигун з турбонаддувом  | 1982–1986    | 3.4 L      | Впорскування палива                                       |
| M50         | Рядний шестициліндровий двигун N.A.             | 1989–1996    | 2.0-2.5 L  |                                                           |
| S50         | Рядний шестициліндровий двигун N.A.             | 1992–1999    | 3.0-3.2 L  |                                                           |
| M52         | Рядний шестициліндровий двигун N.A.             | 1994–2000    | 2.0-2.8 L  |                                                           |
| S52         | Рядний шестициліндровий двигун N.A.             | 1996–2000    | 3.2 L      |                                                           |
| M54         | Рядний шестициліндровий двигун N.A.             | 2000–2006    | 2.2-3.0 L  |                                                           |
| S54         | Рядний шестициліндровий двигун N.A.             | 2000–2008    | 3.2 L      |                                                           |
| N52         | Рядний шестициліндровий двигун N.A.             | 2005–2015    | 2.5-3.0 L  | Порт ін'єкції                                             |
| N54         | Рядний шестициліндровий двигун з турбонаддувом  | 2006–2016    | 3.0 L      | Пряме впорскування                                        |
| N53         | Рядний шестициліндровий двигун N.A.             | 2007–2014    | 2.5-3.0 L  | Пряме впорскування                                        |
| N55         | Рядний шестициліндровий двигун з турбонаддувом  | 2009–present | 3.0 L      | Пряме впорскування                                        |
| S55         | Рядний шестициліндровий двигун з турбонаддувом  | 2014–present | 3.0 L      | Пряме впорскування                                        |
| B58         | Рядний шестициліндровий двигун з турбонаддувом  | 2015–present | 3.0 L      | Пряме впорскування                                        |
| S58         | Рядний шестициліндровий двигун з турбонаддувом  | 2019–present | 3.0 L      | Пряме впорскування                                        |
| OHV V8      | V8 N.A.                                         | 1954–1965    | 2.6-3.2 L  |                                                           |
| M60         | V8 N.A.                                         | 1992–1996    | 3.0-4.0 L  | Впорскування палива                                       |
| M62         | V8 N.A.                                         | 1996–2005    | 3.5-4.8 L  |                                                           |
| S62         | V8 N.A.                                         | 1998–2006    | 4.9 L      |                                                           |
| N62         | V8 N.A.                                         | 2001–2010    | 3.6-4.8 L  |                                                           |
| S65         | V8 N.A.                                         | 2007–2013    | 4.0-4.4 L  |                                                           |
| N63         | V8 з турбонаддувом                              | 2008–present | 4.4 L      | Пряме впорскування                                        |
| S63         | V8 з турбонаддувом                              | 2009–present | 4.4 L      |                                                           |
| S68         | V8 з турбонаддувом                              | 2022–present | 4.4 L      |                                                           |
| E41/P80     | V8 & V10 N.A.                                   | 2000–2009    | 2.4-3.0 L  | Впорскування палива                                       |
| S85         | V10 N.A.                                        | 2005–2010    | 5.0 L      |                                                           |
| M70         | V12 N.A.                                        | 1987–1996    | 5.0 L      |                                                           |
| S70         | V12 N.A.                                        | 1992–2000    | 5.6-6.1 L  |                                                           |
| M73         | V12 N.A.                                        | 1993–2002    | 5.4 L      |                                                           |
| N73         | V12 N.A.                                        | 2003–2016    | 6.0-6.75 L | Пряме впорскування                                        |
| N74         | V12 з турбонаддувом                             | 2009–2022    | 6.0-6.75 L | Пряме впорскування                                        |

## Автомобільні дизельні двигуни
| Код двигуна | Конфігурація                                    | років                  | Переміщення |
| ----------- | ----------------------------------------------- | ---------------------- | ----------- |
| B37         | Трирядний турбо                                 | 2012 рік               | 1.5 Л       |
| M41         | Рядний чотирициліндровий турбо                  | 1994–2000 роки         | 1.7 Л       |
| M47         | Рядний чотирициліндровий турбо                  | 1998–2006 роки         | 2.0 Л       |
| N47         | Рядний чотирициліндровий турбо                  | 2006–2014 роки         | 2.0 Л       |
| B47         | Рядний чотирициліндровий турбо                  | 2013–дотепер           | 2.0 Л       |
| M21         | Рядний шестициліндровий двигун з турбонаддувом* | 1983–1993 роки         | 2.4 Л       |
| M51         | Рядний шестициліндровий турбо                   | 1991–2000 роки         | 2.5 Л       |
| M57         | Рядний шестициліндровий турбо                   | 1998–2011 роки         | 2,5-3,0 Л   |
| N57         | Рядний шестициліндровий турбо                   | 2008–2020 роки         | 3.0 Л       |
| B57         | Рядний шестициліндровий турбо                   | 2015–по теперішній час | 3.0 Л       |
| M67         | V8 турбо                                        | 1998–2009 роки         | 3,9-4,4 Л   |

## Авіаційні двигуни

### Рядні шестициліндрові
- 1917—1919 — IIIa, 19.1 Рядний шестициліндровий L — перший корпоративний продукт будь-якого типу BMW
- 1919, 1925–? — IV, 23.5 L рядна шість
- 1926—1927 — V, 22.9 L рядна шість

### V12
- VI, 38.2 L V12
- 1926—1937 — VI, 45.8 L V12
- V12 з наддувом VIIa
- 116 (початково XII), проектується 20.7 L V12, ніколи не виготовлявся
- 117 (початково XV), прогнозована 36,0 L V12, ніколи не виготовлявся

### Радіальні
- X, 2.2 L 5-циліндровий
  - Xa, 2,9 L 5-циліндровий
- 1933–? — 132, 27.7 L 9-циліндровий, розроблений Pratt &amp; Whitney R-1690 Hornet, виготовлений за ліцензією
  - 1935—114, розробка прототипу дизеля 132
  - 1935 р. — BMW-Lanova 114 V-4, розробка прототипу дизеля з наддувом і рідинним охолодженням 114
- 1939—139, прототип 18-циліндровий дворядний; дворядний варіант 132
- 1939—1945 — 801, 41,8 L 14-циліндровий дворядний двигун з наддувом
- 1942—802, проект 53,7 L 18-циліндровий дворядний з наддувом; 18-циліндровий варіант 801
- 803, прогнозована 83,5 L 28-циліндровий 4-рядний з наддувом і рідинним охолодженням; по суті два 801 з'єднані разом
- 1936—1944 — Брамо 323, 26.8 9-циліндровий L з наддувом, успадкований, коли BMW купила Bramo у 1939 році

### Реактивні
- 1944—1945 — 003 осьовий турбореактивний двигун
- 1997—2000 рр. — сімейство турбовентиляторів BMW Rolls-Royce BR700; Rolls-Royce plc викупила це підприємство в 2000 році.